# Theme from a Summer Place
Theme from a Summer Place è una musica per orchestra di Mack Discant (testo) e Max Steiner (melodia) scritta per la colonna sonora del film Scandalo al sole. Tra le tante versioni le più note sono quelle di Percy Faith.

## Le versioni di Percy Faith
Nel 1959 Faith incide la sua versione (la prima in assoluto) che ottiene un gran successo arrivando in prima posizione nella Billboard Hot 100 per nove settimane e dal 27 febbraio al 16 aprile anche su Cash Box. Il brano arriva in prima posizione in Italia ed in seconda nella Official Singles Chart vincendo il Grammy Award alla registrazione dell'anno nel 1961 ed il disco d'oro.
Nel 1969 incide una nuova versione con un accompagnamento femminile e nel 1976 incide una nuova versione chiamata Summer Place 76.

## Cover
Nel 1960 Billy Vaughn raggiunge la prima posizione nella Billboard 200 per due settimane, nel 1962 Andy Williams nel suo disco d'oro Moon River aggiunge una sua versione di Theme from a Summer Place. Julie London nel 1965 incide una versione jazz del brano ed l'aggiunge all'album Our Fair Lady.
Nel 1999 il cantante Al Bano ne realizza una cover dal titolo Lasciati amare con testo di Andrea Lo Vecchio e inclusa nel CD Ancora in volo.
Tra i vari artisti che nel corso degli anni fanno reso omaggio a questa canzone ci sono anche: Ashley Roberts, ex componente delle Pussycat Dolls, che ne fece una cover nel 2010.

## Classifiche

### Classifiche di tutti i tempi
| Classifica (1958-2021) | Posizione |
| ---------------------- | --------- |
| Stati Uniti            | 25        |